# Ruth Smith Lloyd
Ruth Smith Lloyd (* 17. Januar 1917 in Washington, D.C., USA; † 5. Februar 1995 ebenda) war eine US-amerikanische Zoologin und Hochschullehrerin. Sie promovierte 1941 als erste Afroamerikanerin in Anatomie und war Professorin für Anatomie an der medizinischen Fakultät der Howard University.

## Leben und Werk
Lloyd war die Tochter von Mary Morris Smith, einer Angestellten im Finanzministerium, und Bradley Smith. Sie besuchte die örtlichen öffentlichen Schulen und machte ihren Abschluss an der Dunbar High School. Anschließend besuchte Smith das Mount Holyoke College in Massachusetts, wo sie Zoologie als Hauptfach belegte und  1937 einen Bachelor of Arts cum Laude erhielt.
Von 1937 bis 1938 studierte sie mit Unterstützung eines Stipendiums des Rosenwald Fund und erhielt einen  Master-Abschluss in Zoologie an der Howard University. Am 30. Dezember 1939 heiratete sie den Arzt Sterling Morrison Lloyd, einen Mitabsolventen der Howard University, mit dem sie drei Kinder bekam.
Anschließend promovierte sie die nächsten zwei Jahre an der Case Western Reserve University in Cleveland, Ohio. Sie spezialisierte ihre Studien auf die Fruchtbarkeit weiblicher Makaken und nach ihrem Abschluss im Jahr 1941 erlangte sie als erste afroamerikanische Frau einen Doktortitel in Anatomie.
Anschließend wurde sie Assistentin für Physiologie am Howard University College of Medicine und unterrichtete dann für kurze Zeit Zoologie an der Hampton University. 1942 wurde sie Lecturer an der Howard University. Sie lehrte dort zunächst Anatomie und Physiologie und war von 1955 bis 1977 außerordentliche Professorin. Ihre Forschungsschwerpunkte waren Endokrinologie, geschlechtsbezogene Hormone und medizinische Genetik. An der Universität war sie Vorsitzende des Ausschusses für Studienberatung und Direktorin des Academic Reinforcement Program.
Sie war Mitglied der Sigma Xi Honorary Scientific Society und der American Association of Anatomists und Vorstandsmitglied der All Souls Unitarian Church in Washington. Sie war Gründungsmitglied des 1987 gegründeten National Museum of Women in the Arts.
Lloyd starb im Alter von 78 Jahren 1995 in ihrem Haus in Washington an Krebs.